# 방만수
방만수(方萬洙, 1919년 10월 12일 ~ 2005년 1월 26일)는 대한민국의 정치인이다. 제2대 국회의원을 지냈다. 호는 이곡(夷谷), 본관은 온양이며, 경상북도 경산 출생이다.

## 경력
- 대한식량경영단 부사장
- 경산고등학교 교장
- 대한민국 제2대 국회의원

## 학력
- 만주 하얼빈 대학교 법과 졸업

## 역대 선거 결과
|  | 25.16% |

|  | 5.02% |

## 참고자료
- 방만수 - 대한민국헌정회